# Yerkebulan Shynaliyev
Yerkebulan Shynaliyev (em cazaque: Еркебулан Шыналиев, Ongutsik Qazaqstan, 7 de outubro de 1987) é um boxista cazaque que representou seu país nos Jogos Olímpicos de Verão de 2008, realizados em Pequim, na República Popular da China. Competiu na categoria meio-pesado onde conseguiu a medalha de bronze após perder a luta semifinal para o chinês Zhang Xiaoping.